# Bachmühle (Windeck)
Bachmühle war ein Ortsteil der Gemeinde Windeck im Rhein-Sieg-Kreis. Es bildet heute einen Teil von Rosbach.

## Lage
Bachmühle liegt im unteren Rosbachtal. Kohlberg ist Nachbarort im Norden, ehemalige Nachbarorte waren Loch im Osten, Wardenbach im Süden und Kleehahn im Westen. 

## Geschichte
Bachmühle gehörte zum Kirchspiel Rosbach und zeitweise zur Bürgermeisterei Dattenfeld.
1863 wohnten in der Mühle acht Personen. 1888 gab es 11 Bewohner in einem Haus.
1962 wohnten hier 14 Einwohner und 1976 22.